# Вишка (Україна)
Ви́шка — село в Україні в Костринській сільській громаді, у Ужгородському районі Закарпатської області. Населення — 897 людей станом на 2001 рік, 724 станом на 2025 рік.

## Географія

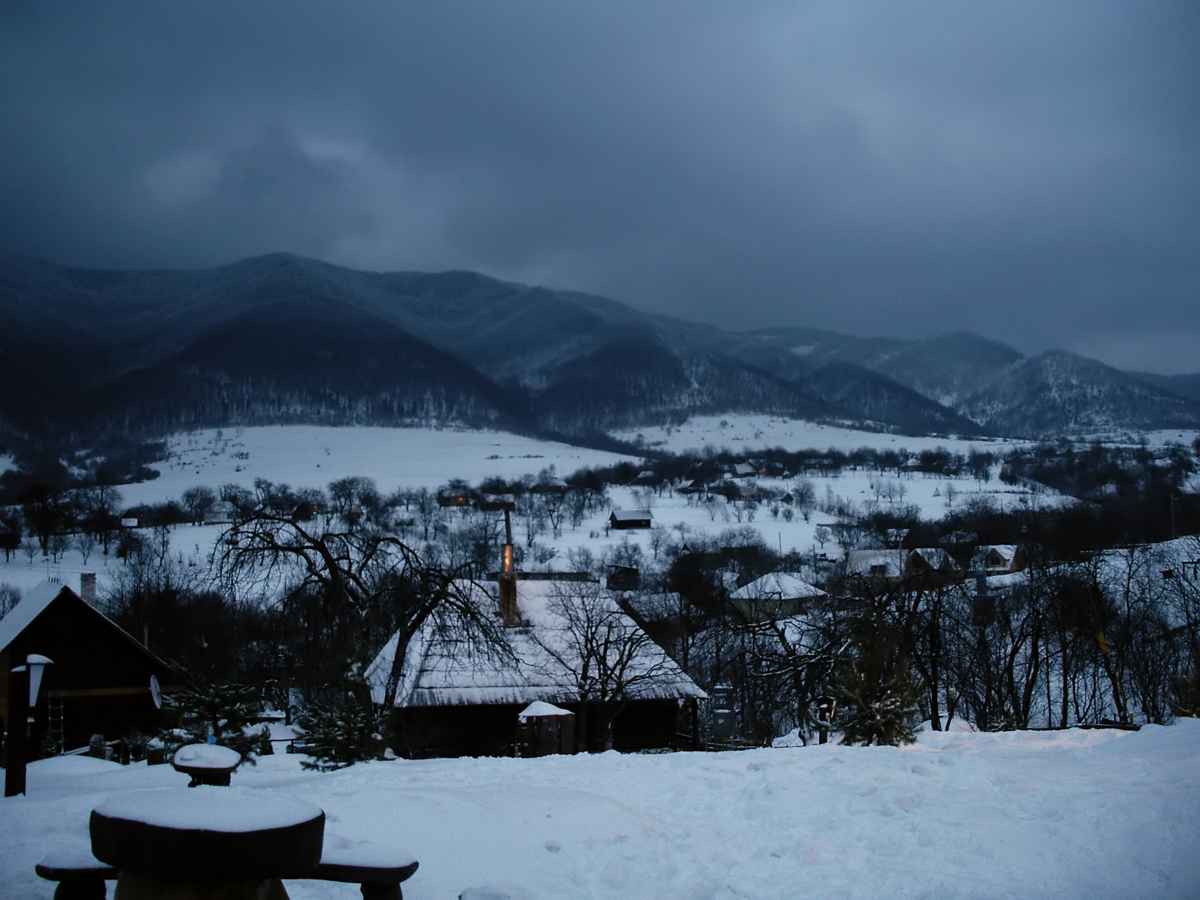
Вечірнє село

Розміщене у гірській місцевості в долині річки Уж, за 25 км від районного центру — Великий Березний, за 70 км від обласного — міста Ужгород та за 7 км від залізничної станції Кострино на лінії Чоп — Самбір.
У селі бере початок річка Вишка, ліва притока Ужа.

## Історія
Перша письмова згадка про село відноситься до 1602 р.
Назви: 1773 — Viska, Wisky, 1800 — Viszka, 1808 — Viska, Wysska.
Село заснували два солтиса та переселенці початку XVII століття не території, яка належала Ужгородсько-Невицькій замковій домінії графів Другетів. У 1632 році у селі нараховувалися 40 сімейств. У 1715 році тут було вже 22 господарства.
У Вишка на Закарпатті побутує обряд, пов'язаний з вогнем. На свято Петра і Павла в Вишці та ближніх селах Люта та Тихий палять великі ватри на лісових виступах, урочищах, полонинах. Називають ці ватри «субітками». Це конструкція, яка готується до урочистого підпалу. Використовують на субітку бук та березу. Із високих бучків роблять жердини висотою від 5 м, їх закопують у землю на 1-2 м.
Установлені букові жердини хлопці зв'язують згори товстим дротом, перекладають 2-3 метровими поперечинами й на них накладають висушені березові гілки. Виходить конусоподібна чи трапецієподібна конструкція. Її згори ще обкладають високими сухими березами.
Жителі Великоберезнянщини здавна займаються випасанням корів. Пастухи доглядали за худобою, очищали пасовища від старих дерев та чагарників. Першими будівничими субіток були саме пастухи, підлітки та юнаки, які гуртом випасали кожен свою худобу.

## Населення
Згідно з переписом УРСР 1989 року чисельність наявного населення села становила 960 осіб, з яких 451 чоловік та 509 жінок.
За переписом населення України 2001 року в селі мешкали 883 особи.

### Мова
Розподіл населення за рідною мовою за даними перепису 2001 року:
| Мова       | Кількість | Відсоток |
| ---------- | --------- | -------- |
| українська | 894       | 99.67%   |
| угорська   | 2         | 0.22%    |
| російська  | 1         | 0.11%    |
| Усього     | 897       | 100%     |

## Історичні пам'ятки

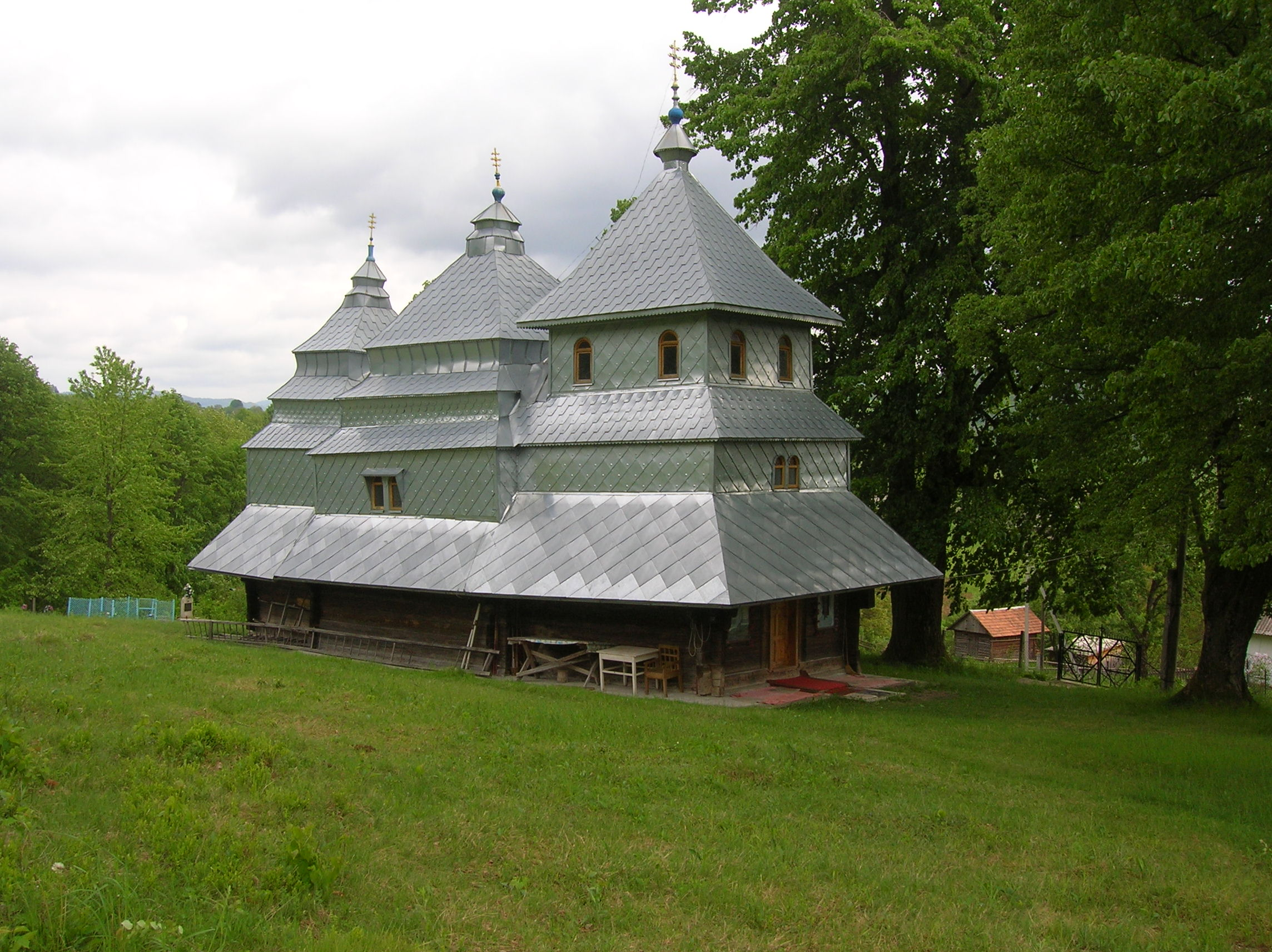
Свято-Михайлівська церква

- Свято-Михайлівська церква. Розповідають, що перша церква стояла на пагорбі Розтоцький Верх, але згоріла, а хрест нібито перекинуло на Михайлівський пагорб, де поставили другу церкву, яка також згоріла. Теперішню церкву розмірами 5,1: 15,7 м спорудили з ялових брусів на Цвинтари. Спочатку споруда мала класичну бойківську форму, тобто над західним зрубом теж був ступінчастий шатровий верх, а центральний — найвищий. У другій половині XVIII ст. шатровий верх над бабинцем замінено каркасною дзвіницею, вищою за центральний верх. По периметру дзвіниці йде закрита аркада голосниць. Зруби мають нахил усередину, що додає невеликій споруді монументальності. Вікна церкви мають стародавню систему захисту від непогоди — бокові, фігурно вирізані дощечки, що підтримують похилий ґонтовий дашок. Стіни вище опасання вкриті ґонтом, викладеним «ялинкою». У церкві є цікаві зразки декоративно-ужиткового мистецтва 1700 р. У вежі — три дзвони. Середній з них відлитий Ф. Еґрі в 1924 p., а малий має напис «РОКУ БОЖА АΨО (167…)». У 1991 р. дахи перекрили новим ґонтом. У 1995—1996 інтер'єр оббили фанерою, його розмалювали Василь Павліщук та Ілля Приймич.
- Храм св. ап. Петра і Павла Мукачівська Греко-Католицька єпархія УГКЦ. Дерев'яна споруда 2010 року, з 12 липня 2013 року в храмі постійно перебувають мощі св.ап. Петра і Павла[6].

## Туристичні місця
В селі знаходиться відомий традиційний гірськолижний курорт Красія, з крісельними підйомами та пунктами здачі в оренду лижного спорядження. У Красія найдовший в Україні спуск — понад 3500 м. Також на території села є мотелі та приватні садиби, які здаються подобово.
Гірськолижний курорт Красія (на однойменній горі Красія — 1036 м), ще в 80-х роках минулого століття гора була одним з улюблених гірськолижних курортів як у професіоналів, так і у початківців любителів активного відпочинку. Тут знаходиться безліч схилів для катання, на яких можна спускатися не тільки на лижах, але й на сноуборді або санках-тарілках.
На Горі Красія в Закарпатті є крісельні підйомники (одномісний — 1980 м, двомісний — 1114 м і чотиримісний — 1585 м.), а також бугельні підйомники — 470 м, 650 м, і приватний мультиліфт — 300 м. Ширина трас становить 100—250 метрів. На курорті Красія в Закарпатті розташована найдовша гірськолижна траса в Україні — більше 3,5 км.
- На свято Петра і Павла в Вишці та ближніх селах Люта та Тихий палять великі ватри на лісових виступах, урочищах, полонинах. Називають ці ватри «субітками»
- храм Св.Михайла, 1700 рік
- Храм св. ап. Петра і Павла 2010 року
- Гірськолижний курорт Красія
- найдовша гірськолижна траса в Україні — більше 3,5 км  